# Maya (албум Маје Беровић)
Maya је трећи студијски албум српске поп певачице Маје Беровић. Објављен је 17. фебруара 2011. године за издавачку кућу BN Music.

## Позадина
Два месеца након изласка њеног другог студијског албума, Црно злато, Маја је у фебруару 2009. године самостално издала сингл који се не налази на албуму, под називом „Колико те лудо волим ја”. Убрзо, почела је радити на свом трећем студијском албуму за босанскохерцеговачку издавачку кућу БН мјузик, са седиштем у Бијељини.

## Синглови
Женска балада "Дјевојачко презиме" је први сингл на овом албуму, објављен 8. фебруара 2011. Спот за ову песму је режирао босанско-швајцарски режисер Харис Дубица, а објављен је 13. маја 2011. Спот је сниман у Луцерну у Швајцарској.

## Информације о албуму
Музика на песмама:
- Драган Ковачевић Струја (1, 4, 7, 8, 9),
- Петар Стокановић (2, 3, 11),
- Горан Радиновић 5,
- Славко Стефановић (6, 10).

Текстови на песмама:
- Миодраг Илић (1, 4, 7, 8, 9),
- Петар Стокановић (2, 3, 11),
- Биљана Спасић 5,
- Владимир Митровић и Добривоје Марић (6, 10).

Аранжмани на песмама:
- Драган Ковачевић Струја (1, 2, 3, 4, 7, 8, 9, 11),
- Горан Радиновић 5,
- Петар Стокановић (6, 10).

Пратећи вокали на песмама:
- Дејан Костић
- Ивана Селаков
- Петар Стокановић
- Снежана Танасковић
- Славко Стефановић

## Песме
| Бр. | Назив песме                       | Трајање |
| --- | --------------------------------- | ------- |
| 1.  | Калдрма                           | 04:20   |
| 2.  | Женски мангуп                     | 03:40   |
| 3.  | Дјевојачко презиме                | 03:40   |
| 4.  | Вољела сам с тобом све            | 03:05   |
| 5.  | Лака мета                         | 03:55   |
| 6.  | Ако не молим не значи да не волим | 03:27   |
| 7.  | Пјевала бих да ми се не плаче     | 03:53   |
| 8.  | Честитам ти                       | 04:00   |
| 9.  | Немогући спој                     | 03:15   |
| 10. | Највећа љубав твоја               | 03:57   |
| 11. | Амајлија                          | 03:30   |

## Видео спотови
Маја је објавила спотове за песме „Калдрма” и „Дјевојачко презиме”.